# Rankin (Texas)
Rankin es una ciudad ubicada en el condado de Upton en el estado estadounidense de Texas. En el Censo de 2010 tenía una población de 778 habitantes y una densidad poblacional de 284,73 personas por km².

## Geografía
Rankin se encuentra ubicada en las coordenadas 31°13′31″N 101°56′22″O / 31.22528, -101.93944. Según la Oficina del Censo de los Estados Unidos, Rankin tiene una superficie total de 2.73 km², de la cual 2.73 km² corresponden a tierra firme y (0%) 0 km² es agua.

## Demografía
Según el censo de 2010, había 778 personas residiendo en Rankin. La densidad de población era de 284,73 hab./km². De los 778 habitantes, Rankin estaba compuesto por el 87.15% blancos, el 1.93% eran afroamericanos, el 1.54% eran amerindios, el 0% eran asiáticos, el 0% eran isleños del Pacífico, el 8.61% eran de otras razas y el 0.77% pertenecían a dos o más razas. Del total de la población el 27.63% eran hispanos o latinos de cualquier raza.